# Delias totila
Delias totila is een vlindersoort uit de familie van de Pieridae (witjes), onderfamilie Pierinae.
Delias totila werd in 1896 beschreven door Heller.